# Soye-en-Septaine
Soye-en-Septaine is een gemeente in het Franse departement Cher (regio Centre-Val de Loire) en telt 563 inwoners (1999). De plaats maakt deel uit van het arrondissement Bourges.

## Geografie
De oppervlakte van Soye-en-Septaine bedraagt 18,3 km², de bevolkingsdichtheid is 30,8 inwoners per km².
De onderstaande kaart toont de ligging van Soye-en-Septaine met de belangrijkste infrastructuur en aangrenzende gemeenten.

## Demografie
Onderstaande figuur toont het verloop van het inwonertal (bron: INSEE-tellingen).